# ポリネシア・リーダーズ・グループ
ポリネシア・リーダーズ・グループ（Polynesian Leaders Group　PLG）は、ポリネシアの8つの国と自治領で設立された政府間協力組織である。
ポリネシア地域の政府間組織の構想は古くから議論されていた。2011年9月、サモアのトゥイラエパ・サイレレ・マリエガオイ首相は、オークランドで開催された太平洋諸島フォーラム首脳会議に際し、トンガ、ツバル、クック諸島、ニウエの首脳との会談を開始した。この最初の会談は、アピアでの2回目の会談へとつながり、11月17日にPLGを正式に設立する覚書が締結された。現時点では決まった事務局を持っていない。

## 加盟国
- アメリカ領サモア
- クック諸島
- フランス領ポリネシア
- ニウエ
- サモア
- トケラウ
- トンガ
- ツバル